# ГАЕС Охіра
ГАЕС Охіра (яп. 大平発電所, О:хіра хацуденшьо, Гепберн: Ōhira hatsudensho) — гідроакумулювальна електростанція в Японії на острові Кюсю.
Нижній резервуар створили на річці Абуратані, правій притоці Куми, яка на західному узбережжі острова впадає до затоки Море Яцусіро (Східно-Китайське море). Тут звели кам'яно-накидну греблю висотою 82 метра та довжиною 189 метрів, яка потребувала 1,3 млн м3 матеріалу. Вона утримує водосховище з площею поверхні 0,23 км2 та об'ємом 5,4 млн м3 (корисний об'єм 3,7 млн м3), в якому припустиме коливання рівня поверхні між позначками 199 та 220,5 метра НРМ.
Верхній резервуар створили на річечці Учія, правій притоці Іцукіо, котра в свою чергу є правою притокою Кавабе, правої притоки Куми (впадає у середній течії останньої значно вище за устя Абуратані). Для цього звели кам'яно-накидну греблю висотою 64 метра та довжиною 200 метрів, яка потребувала 0,9 млн м3 матеріалу. Вона утримує водосховище з площею поверхні 0,31 км2 та об'ємом 5,4 млн м3 (корисний об'єм 4 млн м3), в якому припустиме коливання рівня поверхні між позначками 715 та 733 метра НРМ.
Машинний зал споруджений у підземному виконанні на відстані 1 км від верхнього резервуару, з яким сполучений тунелем та двома напірними трубопроводами, кожен з яких має довжину 0,8 км та спадаючий діаметр від 5,2 до 2,4 метра. Із нижнім резервуаром зал з'єднує тунель довжиною дещо менше за 2 км.
Основне обладнання становлять дві оборотні турбіни типу Френсіс потужністю по 250 МВт, котрі використовують напір у 490 метрів.